# Ciklon–3
A Ciklon–3 (cirill betűkkel: Циклон-3, GRAU-kódja: 11K68) szovjet, majd ukrán háromfokozatú közepes hordozórakéta, amelyet a Juzsnoje (Pivdenne) tervezőiroda fejlesztett ki az 1970-es évek elején. Az R–36 interkontinentális ballisztikus rakétán alapuló hordozórakéta legfeljebb 4000 kg hasznos terhet képes közepes magasságú pályára állítani. A rakétákat az oroszországi Pleszeck űrrepülőtérről indították.

## Története
1977. június 24-én első alkalmazásánál a Pleszeck űrrepülőtér volt az indítóbázisa.
1980-tól alkalmazták a Celina–R és Celina–2 típusú rádiófelderítő műholdak, valamint más műholdak (tudományos, cél (radar) műhold) pályára állítására.
1991. augusztus 15-én állították pályára a Koronasz–Foton napkutató műholdat.
2000. december 27-én hat műholddal a fedélzetén, a harmadik fokozat technikai hibája miatt visszazuhant.
2009. január 30-án, a Koronasz–Foton műhold felbocsátása volt az utolsó indítása. A hipergolikus (öngyulladó), de mérgező tüzelőanyagot használó rakéta utódja Oroszországban az Angara, Ukrajnában a Ciklon–4 rakéta lesz.

## Műszaki adatok
- Hajtóművek: 
  - első fokozat: 3 x RD-260 + 4 x RD-68M
  - második fokozat: 1 x RD-262 + 4 x RD-69M vagy RD-861
- Tolóereje: 2660 kN
- Tömege: 189 tonna
- Magassága: 39,9 méter
- Átmérője: 3 méter
- Elérhető pályamagasság: változattól függően 200 km magasság 3,6 tonnával, 1000 km magasság 2,5 tonnával
- Indítások száma: 122 (10 sikertelen)